# グレープジョーク
グレープジョーク (Grape joke) は、定型化されたジョークのひとつ。
- Q：「紫色で○○なものってなーんだ？」
- A：「グレープ・○○」

というようにQ&A形式になっているのが普通。
- 例
  - Q:「紫色で上下動するものってなーんだ？」
  - A:「グレープをのせたエレベーター」
  - Q:「紫色で空を飛ぶものってなーんだ？」
  - A:「スーパー・グレープだ！」
  - Q:「紫色で世界を制覇したものってなーんだ？」
  - A:「アレキサンダー・ザ・グレープ」（注：アレキサンダー大王は Alexander the Great）
  - Q:「紫色で大海原に生きるものってなーんだ？」
  - A:「モビー・グレープ（紫鯨）」（注：白鯨は Moby-Dick）

グレープジョークのバリエーションとして、グーズベリー (en:Gooseberry) ジョーク（緑色でモサモサしていて○○なものってなーんだ？）やトマトジョーク（赤くて○○なものってなーんだ？）などもある。